# Puderbach
Puderbach település Németországban, Rajna-vidék-Pfalz tartományban. Lakosainak száma 2487 fő (2023. december 31.).

## Népesség
A település népességének változása:
| Lakosok száma | 1901 | 2362 | 2389 | 2418 | 2467 | 2487 |
|               | 1975 | 2017 | 2019 | 2021 | 2022 | 2023 |